# Monolog trębacza
Monolog trębacza – polski film obyczajowy z 1965 w reżyserii i według scenariusza Andrzeja Kondratiuka.

## Obsada
- Michał Żołnierkiewicz – urzędnik

## Fabuła
Głównym bohaterem jest zagubiony we współczesnym świecie biedny urzędnik. Kupuje trąbkę, aby w grze wyrazić swoją osobowość.